# Aéroport de Los Alamos
Pour les articles homonymes, voir Los Alamos.
L'aéroport de Los Alamos (code IATA : LAM • code OACI : KLAM • code FAA : LAM), également connu sous le nom de Los Alamos County Airport est un aéroport public appartenant au comté de Los Alamos, au Nouveau-Mexique, aux États-Unis. Il est situé à un mille marin (2 km) à l’est du quartier d'affaires de Los Alamos, au Nouveau-Mexique. Cet aéroport est inclus dans l'inventaire des structures aéroportuaires de la FAA pour 2011-2015, qui l'a classé comme une installation pour l'aviation générale.

## Histoire
L'aéroport a été construit en 1947 par la Commission de l'énergie atomique des États-Unis dans le cadre du laboratoire national de Los Alamos, mais le gouvernement fédéral a transféré la gestion de l'installation aux autorités du comté en 2008.

## Installations
L'aéroport de Los Alamos couvre une superficie de 36 hectares (89 acres) à une altitude de 2 186 mètres (7 171 pieds). Il possède une piste orientée 9/27 avec une surface en asphalte de 1 829 × 37 m (6 000 × 120 pieds).
En raison de l'espace aérien restreint situé immédiatement au sud de la piste et de la zone résidentielle sensible au bruit située juste à l'ouest de la piste, l'aéroport de Los Alamos utilise des procédures de trafic inhabituelles. Tous les décollages, quelles que soient les conditions de vent, se font vers l’est, sur la piste 9. Tous les atterrissages, quel que soit le vent, se font donc vers l’ouest sur la piste 27. Contrairement à de nombreux aéroports, l'orientation de la piste de Los Alamos a été choisie pour des raisons géographiques plutôt que pour un alignement de vent préférentiel. Les pilotes rencontrent fréquemment du vent de travers par rafales sur cet aéroport, en particulier au printemps. Ce vent irrégulier et le terrain accidenté situé à l'extrémité est de la piste ont donné à LAM la réputation d'être un aéroport sur lequel il est difficile de se poser[réf. nécessaire].

## Compagnies aériennes et destinations

### Boutique Air
En raison du faible nombre de passagers, Boutique Air a mis fin à tous les vols desservant l'aéroport de Los Alamos vers l'aéroport international d'Albuquerque le 30 avril 2016. Aucune compagnie aérienne ne dessert actuellement Los Alamos. Le 20 novembre 2017, le conseil du comté de Los Alamos a annoncé un financement pour promouvoir l'utilisation de l'aéroport régional de Santa Fe au lieu de chercher une solution de remplacement.

### Problèmes avec New Mexico Airlines
Le 23 janvier 2015, le comté de Los Alamos a résilié son contrat avec la filiale de Pacific Wings, New Mexico Airlines, qui proposait un service à destination de l'aéroport international d'Albuquerque. Le comté a émis un appel d'offres pour chercher une compagnie aérienne de remplacement.

### Ancien service aérien
Depuis l’ouverture de l’aéroport en 1947, l'aéroport de Los Alamos a toujours été desservi par une compagnie aérienne à destination d'Albuquerque. Carco Airlines a été la première entreprise à opérer sur l'aéroport, principalement en Beechcraft Bonanza jusqu'en 1969, sous contrat avec le laboratoire national de Los Alamos. Le contrat a ensuite été attribué à Ross Aviation, qui a utilisé des DeHavilland Twin Otter jusqu'en 1995. De temps en temps, Ross Aviation utilisait des Dash-7 de 50 places, plus grands, lorsque le nombre de passagers le justifiait. Peacock Air a brièvement opéré des vols à destination d'Albuquerque fin 1995 en utilisant des Fairchild Metroliner, suivie brièvement de Mesa Airlines en 1997 avec des avions de ligne Beechcraft 1900D. Rio Grande Air a desservi la liaison en 1999 et New Mexico Airlines de 2013 jusqu'à début 2015, chacune des deux compagnies utilisant un Cessna 208 Caravan. Boutique Air est le transporteur le plus récent ayant desservi Los Alamos, du 1er novembre 2015 au 30 avril 2016, avec un Pilatus PC-12.

## Opérations
Pour la période de douze mois se terminant le 30 juin 2008, l'aéroport comptait 13 000 opérations aériennes, soit une moyenne de 35 par jour: 99% pour l'aviation générale, moins de 1% de taxi et moins de 1% de trafic militaire. À cette époque, il y avait 57 avions basés à Los Alamos: 96% de monomoteurs, 2% de multimoteurs et 2% d'ULM.

## Services
L’aéroport de Los Alamos propose de nombreux services destinés aux pilotes locaux et visiteurs :
- une salle de planification de vol, ouverte 24 heures sur 24, comprenant un ordinateur connecté à Internet, une imprimante, un télécopieur et une connexion Wi-Fi gratuite ;
- une salle de bains ouverte, sans interruption, aux pilotes ;
- du carburant 100LL en libre service disponible en permanence.

Des réparations majeures de la cellule et de la centrale électrique peuvent avoir lieu sur le terrain. L'aéroport propose également une voiture de courtoisie et des locations d'avions et de voitures. Un arrêt de bus est situé à proximité.